# MRIインターナショナル
MRIインターナショナル、英文名（MRI INTERNATIONAL,INC.）は、アメリカネバダ州ラスベガス郊外に本社を置く（資産運用の実態は不明だが定義上）資産運用会社である。金融商品取引業者関東財務局長（金商）第1881号（金融庁により取消処分）。預かった資産1300億円以上のほとんどが消失されたとされ、約8000人の被害者を出す巨額詐欺事件を起こした。

## 概要
1998年7月設立。アメリカの医療機関が保険会社に診療報酬を請求する権利（診療報酬請求債権）などを買い取って回収する「MARS投資」というファクタリング事業で運用しているとし、元本確保型(注:元本保証ではない)で運用額に応じて年利6.0 - 8.5%での運用が可能であると宣伝していた。
アメリカに本社があり資産の運用を行っており、日本には支店登記はされているものの日本法人は存在せず、単に顧客サービスセンターがあるだけで金融庁にも米国]法人として第二種金融事業者として登録されていた。運用資金のほとんどを日本だけで集めており約8700人の顧客から約1365億円の投資を受けていると公表していた。複数の日本の経済雑誌に広告を掲載し、サントリーホールで東京交響楽団による東日本大震災支援をうたうハートフルコンサートを開催するなど、社会的信用を高める取組をしながら、安定的な投資先であることを宣伝していた。2011年以降は、顧客情報誌『VIMO』（Valuable Information for MRI Member Only」の略で「貴重な情報をメンバーの皆様だけに」との意味）の表紙を日本の各界の著名人（宇宙飛行士の毛利衛、雅楽家の東儀秀樹、登山家の野口健、女優の草刈民代、歌舞伎役者の市川染五郎）が飾り、インタビュー記事が掲載されるようになっていた。
2013年4月25日、日本国内の顧客から預かった資産約1300億円を運用せず、関東財務局にも嘘の事業報告書を提出していた疑いがあることが報道された。少なくとも2011年以降は、アメリカにおける金融商品による運用は行われている状況ではなく、運用実態のないまま集めた資金は、経営難に陥ったアメリカの医療関係施設への融資や、一部の日本の顧客への配当や償還金に充当したと報じられた。26日には、証券取引等監視委員会は、同社が顧客から集めた資金を他の顧客への配当金・償還金の支払いに流用したり、虚偽の事業報告書を提出するなど金融商品取引法に違反したとして、行政処分するよう金融庁に勧告したと発表した。詐欺事件としての報道が進むにつれて社長であるフジナガ社長がギャンブルに充てたり、プライベートジェットでの私的旅行に使ったりしていた事が報道されるようになった。証券取引等監視委員会によると、MRIインターナショナルは日本語のウェブサイトでは「資本金2億851万ドル」と公表し、同様に関東財務局に提出していた事業報告書にも「資本金181億円」と記載していたが、アメリカでは資本金ゼロの赤字企業として税務申告されていた。
事業報告書を提出されたのは2008年12月期から5年分で、2011年12月期に32億円あるとしていた現預金が2012年12月期は563万円と急減する一方、2011年12月期にゼロだった長期貸付金は翌年2012年に84億円、短期貸付金も約26億円急増していたほか、事業報告書に記された従業員給料は1人当たり平均年間30万円程度しか払っていない程度の額が記載されるなどしていた。これを証券取引等監視委員会は「ずさんな内容で、ほとんど虚偽」としているが、ずさんと酷評した事業報告書を提出開始からの5年間見抜けなかったことに対する関東財務局に対する批判の声もあがっている。また金融庁が第二種金融商品取引業の取り消しを行ったことで、同社は金融庁の管轄である更生特例法に基づいて破産申し立てを行う対象の事業者ではなくなってしまい、金融庁の更生特例法を使用した財産の保全手続を進められなくなったほか、利息を受け取っていないにもかかわらず顧客がみなし納税を行った所得税及び住民税の過去のみなし納税の還付についての手続きも難航する事態となってしまった。税務署にはみなし税の還付申請を受け付けない通達が出ており、それを見せられた被害者である元投資家も泣き寝入りの状態となっていた。
また被害の拡大を防ぐことを優先した金融庁と顧客の被害回収のための法的手続きとのギャップがある現在の法制度を問題視する声も上がっている。
一方で日本支店の幹部や親族がMRIインターナショナルの金融商品に100万ドル（約9800万円）以上を投資し、日本支店の従業員らの多くも投資していたことがわかっており、日本支店幹部らでさえ資産運用の実態を知らずに自社商品に投資していたとみられ、不正な会計は米国本社社長であるエドウィン・ヨシヒロ・フジナガが主導していた疑いが強い。
2013年5月には山口広を団長とする被害弁護団が結成され、エドウィン・ヨシヒロ・フジナガ社長を詐欺罪で刑事告訴する方針が表明された。2015年7月には米司法当局は日本人数千人から不正に出資を募ったとしてエドウィン・ヨシヒロ・フジナガ被告らを詐欺罪などで起訴した。（米国法においては日本国内法での「詐欺罪」との成立要件が違い、日本国内での「詐欺罪」ではない）
2019年5月23日、ラスベガスの連邦地裁は、有罪の評決を受けた社長エドウィン・ヨシヒロ・フジナガ被告に対し、求刑通り懲役50年の判決を言い渡した。
2023年11月8日、被害者の弁護団は、連邦地裁がアメリカ証券取引委員会が回収した資産約48億円について、配当許可決定を出したことを明らかにした。2024年6月以降、日本の被害者に順次送金される。

## 所在地
- 米国本社：5330 South Durango Drive Las Vegas, Nevada 89113
- 旧米国本社: アメリカ合衆国ネバダ州カーソン市スウィート3ジーネルドライブ251（移転済）
- 日本支店（顧客サポートセンター）：東京都千代田区永田町2-14-3 赤坂東急ビル6D（閉鎖）
- 旧日本支店：東京都千代田区麹町2丁目14番7号麹町パレス905（移転済）

## 経緯
- 2013年4月26日 証券取引等監視委員会による行政処分勧告
- 2013年4月26日 金融庁による第二種金融商品取引業の登録取り消し処分及び業務改善命令
- 2013年5月8日 MRI被害弁護団が記者会見
- 2013年5月15日 MRIインターナショナルは金融庁の業務改善命令に対し「事実認定を争う」との声明を出し、予定期日に従い一部清算に応じるなどとした。[14]
- 2013年5月20日 MRI被害弁護団が5月15日付けの同社プレスリリース宛に反論声明
- 2013年5月24日 奈良弁護団が記者会見
- 2013年5月30日 MRI被害弁護団が「各捜査機関に告訴状、告発状を持参しました」と発表したが、実際にはどこにも受理されず単に「持参した」だけで持ち帰ったことをその後1年近く経ってからテレビ番組の中で公表されてしまった。
- 2013年6月2日 MRI INTERNATIONAL,INC.はは一部の顧客に対し、「数週間をめどに返金計画をまとめ、金融庁などに計画を提出し、承認を得たうえで、返金の手順や契約の解除について示したい」と説明。
- 2013年6月3日 MRI被害弁護団により弁護士ホットラインの開設される。
- 2013年6月4日 関東財務局に提出した事業報告書の内容が明らかになった。
- 2013年6月10日 MRI被害弁護団は民事訴訟を提起した。
- 2013年6月19日 東京地裁がMRIインターナショナル日本支社関係者が所有する都内と福岡県内のマンション4室について仮差し押さえを決定（弁護団公開:2013年7月1日）。日本国内における民事訴訟の手続きが進む[15]。
- 2013年7月1日 エドウィン・ヨシヒロ・フジナガ社長の刑事責任追及などを求め、出資者3312人が署名した要望書を警察庁と金融庁などに提出[16]。
- 2013年7月5日 被害弁護団がMRI INTERNATIONAL,INC.、エドウィン・ヨシヒロ・フジナガ社長や同社幹部を相手取り、約8700人の顧客が出資した計約1300億円全額の返還を求めてネバダ州の連邦地裁にクラスアクションでの集団訴訟を起こした（2:13-cv-01183-GMN-VCF）。訴状の内容は[17]等で公開されており、訴状を作成したユーザーがmanthisであることがわかっている。
- 2013年7月16日  顧客9人がMRI INTERNATIONAL,INC.に計約7200万円の返還を求めた訴訟の第1回口頭弁論が東京地裁（宮坂昌利裁判長）で開かれ、MRI INTERNATIONAL,INC.側は争う姿勢を示した上で「一切の紛争については米ネバダ州裁判所を専属的合意管轄裁判所とすると契約書で定めてある」として、訴えを退けるよう求めた。
- 2013年7月16日 米国の裁判所から訴状に記載された根拠を提出してくださいとの回答が出された。回答の内容は[18]等で公開されている。
- 2013年7月18日 MRI被害者の会、安愚楽牧場被害者の会と協同で、各政党に公開質問状提出。7月20日 各政党からに公開質問状に対して回答あり。
- 2013年7月23日 MRI INTERNATIONAL,INC.よりエドウィン・ヨシヒロ・フジナガ名で各個人投資家向けにEメール又は郵送により、詐欺行為は行われておらず現在もMARSの購入と回収を続けていると反論し裁判で金融庁の決定に反対していく旨の声明が発送された。今までの簡易コールセンターとは別のコールセンターが設置されるとの内容[19][出典無効]。
- 2013年7月25日 MRI被害弁護団は、出資者向けに送信されたフジナガ名義のメールについて弁護団声明を発表し、その中で現存する MRI INTERNATIONAL,INC.の財産を費消し隠匿する時間稼ぎをする目的の言動であるとしか考えられないと反論。
- 2013年8月1日 MRI INTERNATIONAL,INC.よりエドウィン・ヨシヒロ・フジナガ名で各個人投資家向けにEメールが送信され、現在もMARSの購入と回収を続けていると反論しその証拠として金融庁に提出した「現在弊社は2011年以降診療報酬請求債権（MARS）を購入していないという誤った報告書を修正したい旨の要望書」を添付した。
- 2013年8月23日 米国連邦地裁に対して、社長であるエドウィン・ヨシヒロ・フジナガの元秘書の証言として2013年3月頃社内文書が処分され、やめるように進言したところ解雇された内容を提出した。弁護団はMRI INTERNATIONAL,INC.が証拠隠滅をはかったものとして見ているが、MRI INTERNATIONAL,INC.側の弁護士は「女性がMRIを辞めたのは事実だが、証言は不正確。証拠隠滅はしていない」と強く否定している。
- 2013年8月中 MRI INTERNATIONAL,INC.の関連会社が所有し、エドウィン・ヨシヒロ・フジナガ社長が実質的に所有していた元ジャッキー・チェンの所有していたビバリーヒルズにある豪邸を780万ドル（日本円で約7億6600万円）で売却した。現オーナーによると抵当権が1億9000万ドル（日本円で約186億円）がついていたが売却直前に解消されたとして不自然な金の流れがあったものとして見られている。
- 2013年9月11日 米国証券取引委員会はMRI INTERNATIONAL,INC.、エドウィン・ヨシヒロ・フジナガ社長及びCSA(関係会社)に対してネバダ州連邦地裁に訴訟を起こした（2:13-cv-01658-JCM-CWH）。しかし申し立てに関して封印命令が出ており当時は公表されず9月26日封印命令が解除されてから公表された。訴状の内容は[20]等で公開されている。
- 2013年9月12日 ネバダ州連邦地裁は米国証券取引委員会により2013年9月11日に申し立てされたT.R.O.(temporary restraining order：一方的緊急差止命令)の決定を下した。しかし申し立て及び決定に関して封印命令が出ており当時は公表されず9月26日封印命令が解除されてから公表された。T.R.O.決定は、MRI INTERNATIONAL,INC.及びエドウィン・ヨシヒロ・フジナガに対し、業務停止はもとより資産凍結、処分禁止を求めるだけでなく、資料開示、文書破棄禁止、証拠開示の前倒し等を命じるものであるとされ、添付資料によると日本の証券取引等監視委員会の調査の成果がSECの申立に強く反映されていることがわかる。医療センターを運営するための1口座を除く全資産の凍結を求めた。なお本件はSECが差し押さえたものであり、MRI被害弁護団が差し押さえたものではない。また地裁は、SECに社長と家族の私用口座を含む全資産を調査する権限を与え、社長が協力しない場合は法廷侮辱罪を適用すると警告した。
- 2013年9月26日 米国証券取引委員会による申し立てに関する封印命令が解除される。
- 2013年9月27日 MRI被害弁護団は、米国証券取引委員会によるT.R.O.申し立てに対する緊急声明を発表した。
- 2013年12月  MRI INTERNATIONAL,INC.は債権回収業務を行うために米国証券取引委員会により差し止め請求された口座の一部を解除し業務を継続していることがわかり、実業とポンジ・スキームを組み合わせた取引となっている事がわかる。
- 2013年12月 MRI被害弁護団は独自の調査項目として実損の計算書作成を依頼者に対して依頼した。該当項目は既に米国証券取引委員会及び証券取引等監視委員会は把握している情報であり、情報に追いつくためにMRI被害弁護団が独自調査をしているものと思われる。
- 2014年1月14日 MRI被害弁護団が日本国内で起こした訴訟について、東京地裁（宮坂昌利裁判長）は訴訟の管轄が米国の裁判所にあるとの MRI INTERNATIONAL,INC.側主張を認め原告側の訴えを却下する判決を言い渡した。米国での裁判の場合、MRI被害弁護団を構成する弁護士にネバダ州での弁護士資格を持つものがほとんど居ないため、MRI被害弁護団としてはかなり不利な判決になったといえる。
- 2014年1月末 SECは社長が開示した全口座の残高は19万ドル（約1900万円）しか確認できず、2012年の税申告で記載された年収約149万ドル（約1億5000万円）と食い違いがあると指摘。
- 2014年2月14日 米資産運用会社「MRIインターナショナル」（本社・ネバダ州ラスベガス）が顧客から預かった資産を消失させた疑惑で、同社のエドウィン・ヨシヒロ・フジナガ社長が、全資産の情報開示を求める米証券取引委員会（SEC）の要求を拒否し、社長の妻は結婚前に資産を所有し、社長と別会計で管理しているため、資産凍結の対象に含まれず、妻名義の銀行口座は開示する必要がないと主張していることが地裁に提出した文書で判明した。ネバダ州の連邦地裁は、昨年9月に同地裁が出した資産凍結命令に違反し、社長が資産を移した可能性もあるとみて、社長の妻に対し今月末に法廷で証言するよう求めた。妻も17日顧問弁護士を採用し争う姿勢を示す書類を提出した。
- 2014年6月19日 MRI被害弁護団が日本支社の代表者らに対する合計2億3232万円の損害賠償請求訴訟を提起。
- 2014年9月21日 毎日新聞の報道によると「米ネバダ州の連邦地裁は18日、同社日本支店の鈴木順造代表らが詐欺行為に加担したと認めたうえで、資産の凍結を命じた。」とされる。

しかし公開されている裁判資料では裁判の棄却をせずに裁判を開始する旨の趣旨であるとの指摘もあり誤報という声も上がっている。
- 2014年11月17日 東京高等裁判所第4民事部は、本件は日本の裁判所に管轄がないとした東京地方裁判所の却下判決を取り消し、本件は日本の裁判所に管轄があるとして、本件を東京地方裁判所に差し戻すとの画期的な判決を言い渡した。
- 2015年1月27日 ネバダ州の連邦地裁はMRIの収益は違法な詐欺行為によるものだったと認定し、利子を含めた収益と罰金合わせて約5億8400万ドル（約690億円）の支払いを命じる判決を出した。
- 2015年4月3日 一木堅太朗氏の主催する「MRIインターナショナル被害者の会（一木会）」は、2015年4月3日付で口座を閉鎖したことを発表した。
- 2015年7月8日 米司法当局は日本人数千人から不正に出資を募ったとして社長だった日系米国人、エドウィン・ヨシヒロ・フジナガ被告（68）ら3人を詐欺罪などで起訴した。起訴状によると財産没収の申請がされており、被害者への補償ではなく、罰金としてアメリカ合衆国に没収される内容となっている。MRI被害弁護団は自身の成果として発表をしているが、罰金として没収されることになると被害者への補償の原資がなくなる恐れがあり、依頼人である被害者にとっては良いニュースなのか悪いニュースなのか分からなくなってしまった。
- 2015年7月8日 ネバダ州連邦地裁は8日フジナガ被告に対する逮捕状を出した。
- 2015年7月9日 ラスベガス連邦地検によるとフジナガ被告は9日午前米連邦捜査局（FBI）に出頭した。
- 2015年7月9日 エドウィン・フジナガ被告（68）の初公判が9日ラスベガス連邦地裁で開かれ被告は罪状認否で無罪を主張した。保釈が認められ公判後に地裁の裏口から姿を現したが、何も語らず、車に乗り込んだ。被告に同行した弁護士は「被告には何も言わないように言ってある。起訴内容など全てを否認している」と語った。保釈金は求められず、代わりに居場所を定期的に報告し、9月に予定される次回期日に必ず出廷する宣誓書を提出した。また保釈の条件として、投資に関わる活動や1万ドル（約120万円）を超える金融取引の禁止に加え、被害者らとの接触も禁じられた。旅券（パスポート）の返納と申請禁止のほか、移動もネバダ州内に限定されることが決まった。
- 2017年10月30日 東京地方裁判所（吉村裁判長真幸）は「虚偽説明があり、支店長らには不法行為責任がある」 として、日本支店長ら支店幹部3人に対し、原告35人に計約6億8千万円を支払うよう命じた。吉村裁判長は、支店長の長男（支店顧客サービスセンターマネージャー）が2012年4月にMRIインターナショナルの社長から、出資金を配当金の支払いに充てるとの説明を受けたと指摘。少なくともこの時点で、3人は「出資金が不正に流用されていることを容易に認識することができた」と判断し、原告が同月以降に出資した金額を支払うよう命じた[21]。
- 2018年6月21日 集団訴訟については、日米両国で一括和解が成立。和解金に加えアメリカ証券取引委員会（SEC）が回収する民事制裁金を加えた約50億円が、顧客約8700人に分配される見通し[22]。

## 人物
- エドウィン・ヨシヒロ・フジナガ：（Fujinaga, Edwin Yoshihiro、1946年生まれ、元ハワイ州在住、現在ネバダ州在住）アメリカ法人 MRI INTERNATIONAL,INC.米国本社の唯一のPRESIDENT(社長)。実質的に一人ですべての資産管理をしていたとされる。アメリカの国税当局であるIRS（内国歳入庁）から調査を受けて差し止め請求の裁判を起こしている。
- スチュワート・アレン・グリーン:（アメリカ合衆国ハワイ州ホノルル市居住、2003年7月8日死亡）  MRI INTERNATIONAL,INC.米国本社 の前PRESIDENT(社長)。公認金融コンサルタント、公認ファイナンシャルプランナー。急死し経営をフジナガが引き継ぐ。
- リチャード・ヒロユキ・シンタク: MRI INTERNATIONAL,INC.米国本社 の元CIO（最高情報責任者）。海外担当副社長として在任時は日本支店とのつなぎ役になっていたが既に死亡。
- ジェフ・クリッチャー： （JEFF CRITCHER）MRI INTERNATIONAL,INC.米国本社 の契約エスクローであるSTERLING ESCROWのコンタクトパーソン。既に死亡。
- ナワーズ・アメッド・クレシ:（Dr. Nawaz Abid Qureshi, MD）MRI INTERNATIONAL,INC.米国本社 の旧COO（最高執行責任者）。関連する病院で働く脳外科医で経営には触っていなかったとされ既に退社。
- ウォルター・ナガサコ:MRI INTERNATIONAL,INC.米国本社の監査役
- シュー・リン・ラン：（SHIU LING LAM） MRI INTERNATIONAL,INC.米国本社の海外投資担当。カナダ生まれの中国系アメリカ人。既に退職。
- クマザワ　カオル：（Kumazawa Kaoru)

MRI INTERNATIONAL,INC.米国本社の日本人顧客ツアー担当。
- エリック・M・フェラン：（Erick M. Ferran） MRI INTERNATIONAL,INC.米国本社の米国顧問弁護士（ネバダ州弁護士登録番号9554）。Hitzke & Associates所属
- アメリカ本社代理人、日本側弁護士事務所（2013年3月から4月）第二東京弁護士会所属Y弁護士、金融庁との折衝を担当。

## 関連銀行・会計事務所
- ウェルズ・ファーゴバンク（WELLS FARGO BANK）LAS VEGAS NEVADA支店(Swift:WFBIUS6SLAS) 口座番号 ****2634
- ウェルズ・ファーゴバンク（WELLS FARGO BANK）LAS VEGAS NEVADA支店(Swift:WFBIUS6SLAS) 口座番号 ****4460
- ウェルズ・ファーゴバンク（WELLS FARGO BANK）LAS VEGAS NEVADA支店(Swift:WFBIUS6SLAS) 口座番号 ****9471
- ウェルズ・ファーゴバンク（WELLS FARGO BANK）LAS VEGAS NEVADA支店(Swift:WFBIUS6SLAS) 口座番号 ****4275
- ウェルズ・ファーゴバンク（WELLS FARGO BANK）LAS VEGAS NEVADA支店(Swift:WFBIUS6SLAS) 口座番号 ****4169
- ファーストファイナンシャルバンク 口座番号XXXX0364
- アーウィン・ユニオンバンク 口座番号 ****7546
- NSC(Nation Surgery Centers) Anaheim ロックボックスアカウント
- NSC(Nation Surgery Centers) Ontario ロックボックスアカウント
- NSC(Nation Surgery Centers) Camarillo ロックボックスアカウント
- みずほ銀行 赤坂支店
- ギルモア＆ギルモア（Gilmore & Gilmore, CPAs）

## 関連会社
- MRI Medical Management Services, LLC
- Claims Servicing of America, LLC
- MED-HEALTH Medical Supplies, LLC[リンク切れ].(5470 S. Durango Drive Las Vegas)
- MED-HEALTH Pharma
- Harmon Medical Center, LLC
- CSA Surgical Centers of America, LLC
- CSA Service Center, LLC
- FOUR SEASONS MEDICAL GROUP DBA FSMG HEALTH SYSTEMS, INC.
- Four Seasons Surgery Centers of Ontario, L.P.(5470 S. Durango Drive Las Vegas)
- Nation Surgery Centers V,L.P.(5470 S. Durango Drive Las Vegas)
- Nation Surgery Centers ,L.P. (5330 S. Durango Drive Las Vegas)

## 加入協会
- AHA（American Hospital Association、アメリカンホスピタル協会）
- NHA（Nevada Hospital Association、ネバダホスピタル協会）
- HASC（Hospital Association of Southern California、南カリフォルニアホスピタル協会）
- NCPD（National Coalition of Pharmaceutical Distributors、全国医薬品流通業者連合会）
- CALH（California Hospital Political Action Committee、カリフォルニア病院政治活動委員会）
- HCNCC（Hospital Council of Northern and Central California、北部・中部カリフォルニア病院審議会）

## 被害弁護団・被害者の会
- MRI被害弁護団
- 奈良MRI被害弁護団
- MRI被害者の会